# Ruda Kubíček

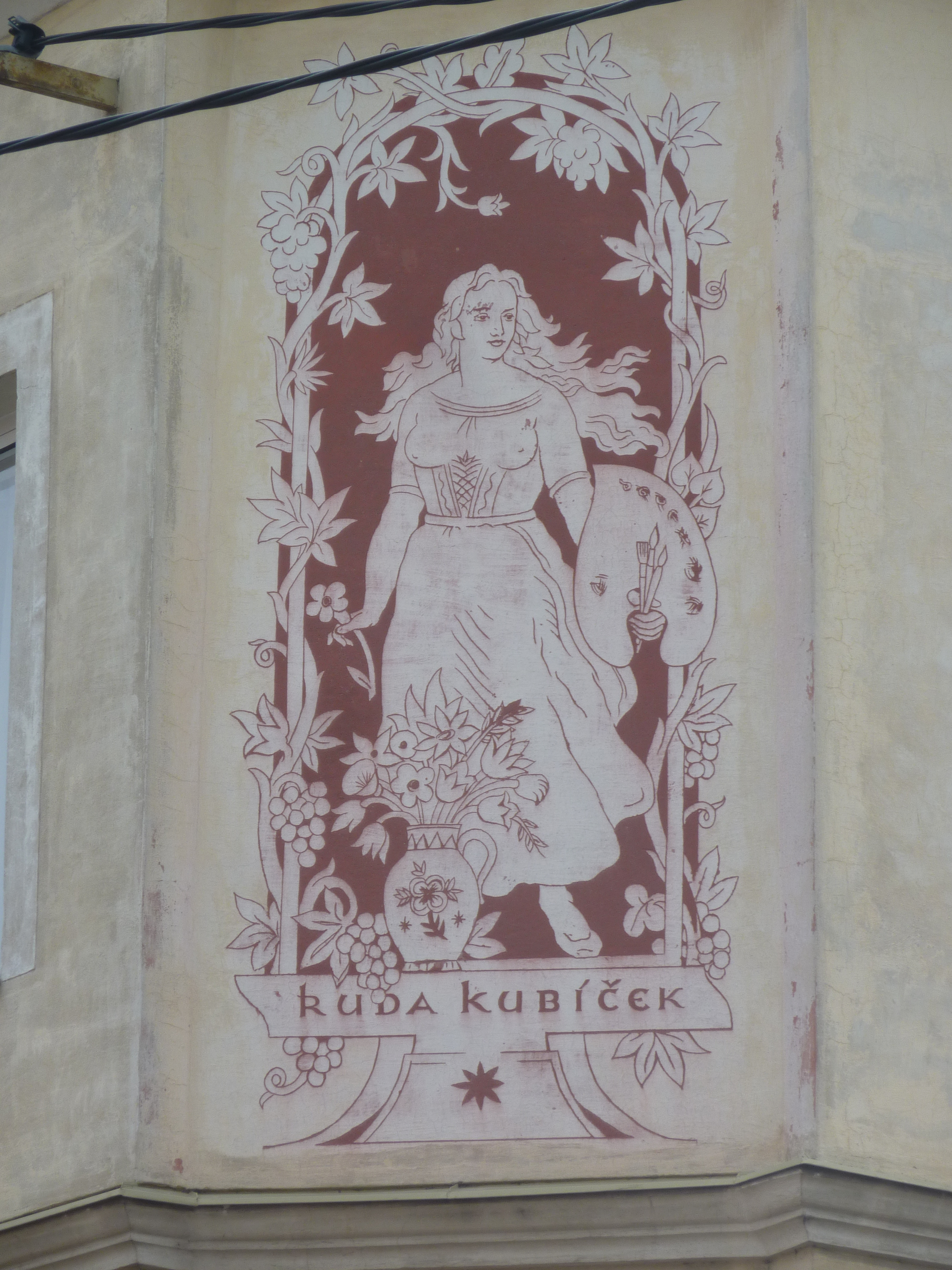
Vlastnoruční výzdoba fasády domu Rudy Kubíčka v Uherském Hradišti

Ruda Kubíček, vlastním jménem Rudolf Josef Maria Kubíček (18. března 1891 Uherské Hradiště — 6. dubna 1983 tamtéž), byl český akademický malíř, kustod grafických sbírek Slováckého muzea a ředitel Střední uměleckoprůmyslové školy v Uherském Hradišti. Byl také aktivním příznivcem jazyka esperanto.

## Život
Ruda Kubíček byl synem Rudolfa Kubíčka, který působil v Uherském Hradišti také jako malíř, a jeho ženy Johanny. V mládí studoval na uherskohradišťském gymnáziu. V roce 1932 se v kurzu ve městě vedeném jeho spolupracovníkem grafikem Dolfou Bartošíkem (rodákem z Boršic u Buchlovic) seznámil s esperantem a v září 1933 se stal spoluzakladatelem „Slovenského esperantského klubu“ (Slovaka Esperanto-Klubo, SEK) se sídlem v Uherském Hradišti, jehož prvním předsedou byl následně zvolen. V roce 1937 se hradišťští esperantisté zapojili do Výstavy Slovácka. Klub byl činný do roku 1940 (zákaz činnosti nacisty), později znovu v letech 1946-1948 (poté zákaz činnosti komunisty). Ruda Kubíček byl jeho předsedou i v této druhé periodě, ve své esperantské činnosti spolupracoval také s dalšími umělci-esperantisty z regionu jako byli František Kožík (původem z Uherského Brodu) či František Omelka (ze Starého Města).
Pro svoji uměleckou činnost je Ruda Kubíček znám především jako grafik, malíř, autor vitráží, fresek a sgrafit, dále také jako výtvarný pedagog. Jedna z ulic uherskohradišťského sídliště Východ v místní části Mařatice, postaveném na konci 80. let 20. století, nese jeho jméno (ulice „Rudy Kubíčka“).
Jeho syn, Ruda A. Kubíček (narozen 13. dubna 1924, zemřel 27. srpna 2009), žil až do své smrti v Uherském Hradišti v původním rodinném domě na křižovatce ulice Svatoplukova a Šafaříkova, zvenku zdobeném grafikou vytvořenou jeho otcem, a taktéž za svůj život dosáhl mnoha uměleckých úspěchů, především jako malíř.